# Rozhlad

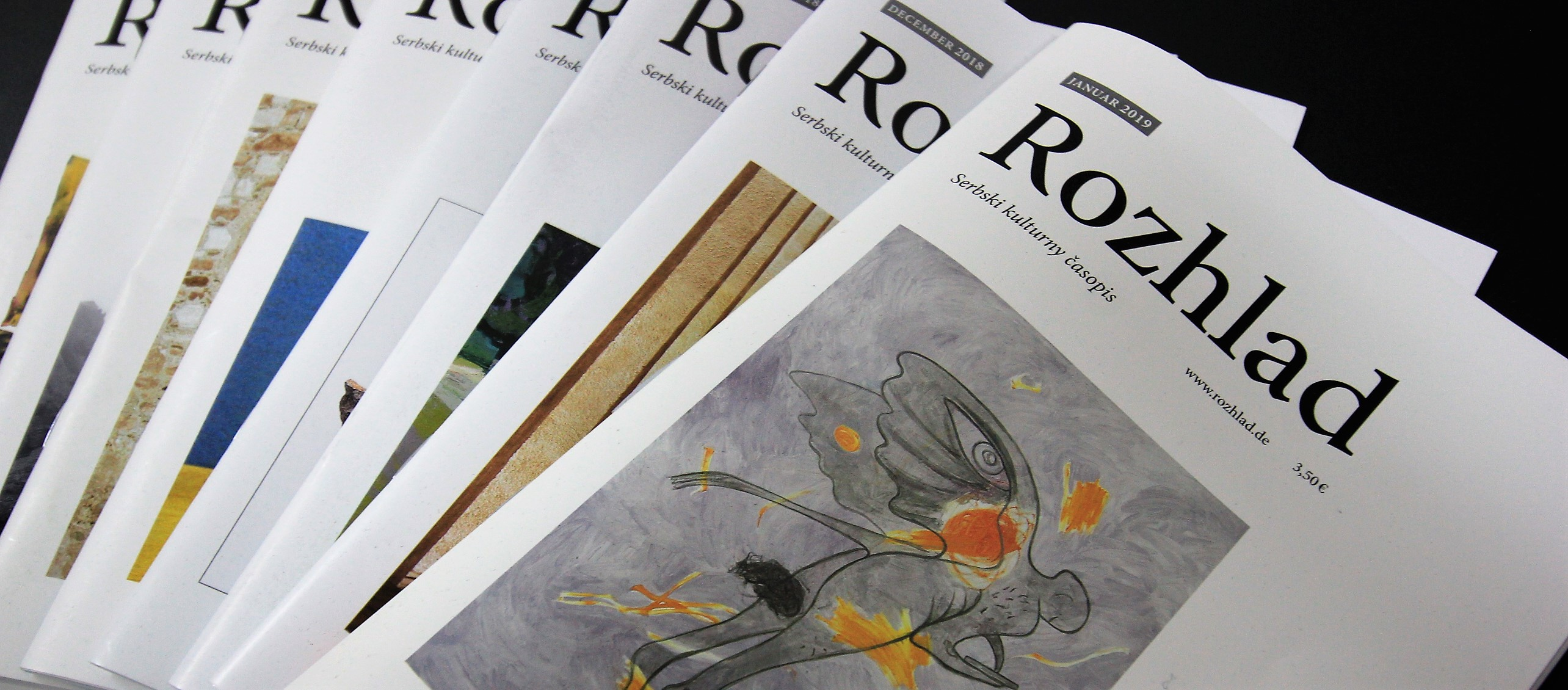
Einige Ausgaben des Rozhlad von 2019

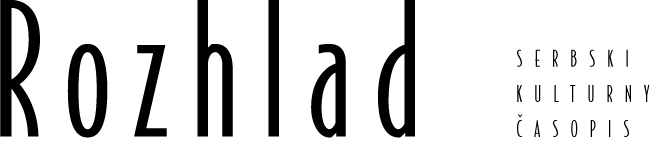
Die ehemalige Kopfzeile des Rozhlad (bis 2019)

Rozhlad (ⓘ; obersorbisch für „Umschau“), Untertitel Serbski kulturny časopis (deutsch: Sorbische Kulturzeitschrift) ist eine sorbische Zeitschrift, die seit 1950 ohne Unterbrechung zunächst zweimonatlich und später monatlich erscheint und Artikel in obersorbischer und niedersorbischer Sprache enthält.
Die Zeitschrift erscheint elfmal pro Jahr, wobei eine der Ausgaben – überwiegend die Juli/August-Ausgabe – als Doppel- bzw. Zweimonatsausgabe erscheint. Die normale Monatsausgabe verfügt über 40 Seiten, während die Doppelausgabe 64 Seiten hat.
Von 1950 bis 1991 erschien die Zeitschrift als Organ der sorbischen nationalen Organisation Domowina und war daher in dieser Zeit stark politisch beeinflusst. Seit 1991 erscheint sie als eine selbstständige monatliche Publikation unter dem Dach des von der Domowina unabhängigen Domowina-Verlages in Bautzen. Neben einem Abonnement kann die Kulturzeitschrift in der Smoler’schen Buchhandlung in Bautzen und in der Sorbischen Kulturinformation Lodka in Cottbus erworben werden.

## Inhalt
Die Monatszeitung hat namhafte Vorläufer: Łužičan (1860–1881) und Łužica (1882–1937). Das bedeutet eine über 150-jährige Tradition, die nur in nationalsozialistischen Zeiten und nach dem Zweiten Weltkrieg unterbrochen war. Sie setzt sich unparteiisch mit kulturellen, künstlerischen und minderheitspolitischen Themen sowie Belangen der Sorben auseinander. Im Periodikum werden Gedichte und Kurzprosa sorbischer Autoren veröffentlicht, auch Artikel zum sorbischen Alltag und sorbischen Handwerk sind zu lesen. Seit August 2013 ist fast in jeder Ausgabe mindestens ein Gedicht bzw. eine Erzählung in ober- oder niedersorbischer Sprache vorhanden. Aktuelle sorbische und für die Sorben relevante Veröffentlichungen werden in der Zeitschrift rezensiert. Rozhlad ist auch eine Brücke zu anderen westslawischen Sprachgebieten und Sprachminderheiten (Polnisch, Tschechisch, Lachisch und anderen). Auch deutschsprachige Autoren publizieren Texte in Rozhlad, diese werden von Mitarbeitern der Zeitung ins Nieder- oder Obersorbische übersetzt. Eine weitere Rubrik sind die Interviews mit prominenten sorbischen Künstlern, Schriftstellern und Schauspielern. Gelegentlich erscheinen Texte zur sorbischen Sprache, Texte zu wichtigen Jubiläen sowie Kurzprosa und Gedichte. Rozhlad veröffentlicht ebenfalls übersetzte Gedichte und Erzählungen von bekannten Autoren vor allem aus den slawischen Ländern (Stanislava Repar, Pavel Novotný, Milan Hrabal usw.)
In der Zeit zwischen 1950 und 1960 waren Beiträge in niedersorbischer Sprache kaum vorhanden. Zu jener Zeit hatte die Redaktion der Zeitschrift Schwierigkeiten, überhaupt Beiträge zu erhalten und zum Druck rechtzeitig vorzubereiten. Christiana Piniekowa hat hingewiesen (Rozhlad 10/2000, S. 354), dass sich nur 5 % aller Inhalte bis 2000 auf die Niederlausitz beziehen, während nur 2 % aller Texte bis zum Jahrgang 2000 in niedersorbischer Sprache verfasst wurden. Jedoch hat sich die Zahl niedersorbischer Artikel nach der Wende erhöht und erreichte den Gipfel nach September 2013. So waren beispielsweise 28 % aller 40 Seiten der Ausgabe 2/2015 in niedersorbischer Sprache.
Während man in der Zeit zwischen 1950 und 1990 kaum Fotografien in der Zeitschrift fand, sind die Bilder seit 2000 häufiger geworden. Die Bilder im inneren Teil der Zeitschrift blieben bis heute schwarz-weiß. Eine Besonderheit sind die vier farbigen Seiten der zwei Deckblätter, die die einzigen farbigen Bilder in der Zeitschrift darstellen. Die erste Seite des Deckblatts wird vor allem für die Darstellung von künstlerischen Werken verwendet. Es handelt sich um Künstler, die aus der Lausitz stammen, oder solche, die durch das Sorbische inspiriert wurden. Erwähnenswert sind Isa Brützke, Marion Quitz, Maja Nagel, Jutta Mirtschin oder Iris Brankatschk, die einmal oder mehrmals die erste Seite des Deckblatts dekorierten.

## Geschichte
Chefredakteure 
- Ota Wićaz (1950–1952)
- Měrćin Nowak-Njechorński (1952–1970)
- Cyril Kola (1970–1991)
- Jěwa-Marja Čornakec (1992–2011)
- Richard Bígl (2011–2013)
- Viktor Zakar (2013–2015, kommissarisch Außenredaktion 06.2023–09.2023)
- Sara Mitschke (Sara Mičkec; 2016–2020)
- Katrin Zschornack (Katrin Čornakec; 2020–2023)
- Agnes Wessela (Hańžka Wjeselic; seit August 2023)

Neben dem ersten Chefredakteur Ota Wićaz arbeitete auch Měrćin Nowak-Njechorński in der Redaktion. Nach Wićaz’ Tod übernahm Nowak-Njechorński 1952 die Arbeit als Chefredakteur der Zeitschrift. Am Anfang funktionierte die Zeitschrift als Organ des Dachverbandes Domowina. Ein Redaktionskreis (Redakciski kruh) wurde gegründet, der wie ein Redaktionsbeirat fungierte. Wichtige sorbische Persönlichkeiten wie die Schriftsteller Jurij Brězan oder Frido Mětšk nahmen am Redaktionskreis teil. Auch wenn sich die Zeitschrift als kritisch deklarierte, blieb sie in der Zeit zwischen 1950 und 1980 dem sozialistischen System sehr nah. Man veröffentlichte Beiträge wie den von Jan Šołta Naš wulki přećel – Wilhelm Pieck (‚Unser großer Freund – Wilhelm Pieck‘; Rozhlad 1950, S. 49) oder solche über die sorbisch-russische/sowjetische Freundschaft.
Auch wenn die Zeitschrift bis zur Wende SED-treu blieb, sind Modernisierungstendenzen seit 1970 zu beobachten. Cyril Kola orientierte sich mehr nach Tschechien und Polen als der Sowjet-nahe Měrćin Nowak-Njechorński. Die Zeitschrift bekam ein neues Layout (mit zwei Spalten). Erste Berichte zu wichtigeren Kulturveranstaltungen wurden geschrieben. 1976 gewann die Redaktion der Zeitschrift den Ćišinski-Preis.
Eine Kuriosität der Zeitschrift ist die Zahl der Redakteure. Fast immer gab es einen einzigen Chefredakteur in der Zeitschrift. Neben dem Chefredakteur Cyril Kola arbeitete der Schriftsteller und Journalist Ben Budar in der Zeit zwischen 1980 und 1990 als Journalist in der Zeitschrift. Die Stelle eines zweiten Redakteurs wurde ca. 1990 abgeschafft. So arbeitete Jěwa-Marja Čornakec als einzige Redakteurin des Rozhlad weiter. Nach 19 Jahren als Chefredakteurin gab sie den Posten am 1. August 2011 an Richard Bígl ab. Von August 2013 bis Dezember 2015 war Viktor Zakar der Chefredakteur der Zeitschrift. 2019 arbeitete Julian Nitzsche als Redakteur mit der Chefredakteurin Sara Mitschke zusammen.
Die Auflage lag im Jahr 2004 bei etwa 610 Exemplaren, sie erreichte etwa 5 % der sorbischen Haushalte. Das deutsche Innenministerium hat die Zeitschrift 2005 im Bericht zu der Europäischen Konvention für den Schutz von Minderheiten des Europarates erwähnt. Die finanziellen Mittel für die Zeitschrift sind gering und werden ständig gekürzt. Der Aufruf zur Solidarität mit der bedrohten sorbischen Sprach- und Kulturlandschaft betrifft auch diese Zeitschrift.
Rozhlad hatte 2014 ca. 420 Abonnenten bei einer Auflage von ca. 450 Exemplaren.
Seit Januar 2017 hat die Zeitschrift ein neues Layout.